# Pozdniakovo (Kursk)
|  | Per a altres significats, vegeu «Pozdniakovo». |

Pozdniakovo (en rus: Поздняково) és un poble de l'óblast de Kursk, a Rússia, que en el cens del 2010 tenia 153 habitants. Pertany al districte rural de Fatej.